# كورونتان كاريو (مترو باريس)
كورونتان كاريو (بالفرنسية: Corentin Cariou)‏ هي محطة مترو تابعة لمترو باريس تقع في فرنسا في الدائرة التاسعة عشرة في باريس.[بحاجة لمصدر]